# تام کوبرن
توماس الن "تام" کوبرن (به انگلیسی: Thomas Allen "Tom" Coburn) (زادهٔ ۱۴ مارس ۱۹۴۸- ۲۸ مارس ۲۰۲۰) سناتور ایالات متحده، پزشک و دیکون بپتیست جنوبی است. او عضو حزب جمهوریخواه و سناتور جوانتر ایالت اکلاهما در سنای ایالات متحده آمریکا است که برای نخستین‌بار در ۳ ژانویه ۲۰۰۵ به‌عضویت این مجلس درآمد. وی در زمرهٔ سناتورهای گروه سوم است که به‌مدت ۶ سال در سنا حضور دارند و تا تاریخ ۳ ژانویه ۲۰۱۷ در این مجلس خواهد بود.